# Az a szép, fényes nap (dráma)
Az a szép, fényes nap Szabó Magda történelmi drámája. 1975-ben jelent meg az Órák és farkasok című drámakötetben. A mű címe „Az a szép fényes nap” egy pogány dal első sora, amely visszatérő motívumként ékelődik be a műbe. A dráma Vajk Istvánná keresztelését megelőző napon játszódik az esztergomi várban. A mű alapján színházi előadás és tévéfilm és készült.

## Eszmeköre
A Kiálts, város! című történelmi drámához hasonlóan a megmaradásért folytatott harcról és az azért hozott áldozatokról szól:
- az egyéni érdek ütközik a nép érdekével,
- a saját érdekek ütköznek azzal a céllal, ami a magyarság vélt érdeke,
- a személyes indíték áll szemben a kötelességtudattal,
- emberi élete áll szemben a hosszútávú célokkal és az államalapítással,
- nép védelme és az ember érzelmei,
- kereszténység és pogányság áll szemben egymással,
- apa és fiú világszemlélete ütközik,
- a régi sérelmek a jövő építésével.

## Tartalom

### Expozíció
Készülődnek a Vajk és vár népének megkeresztelésére, a szabad magyarok közül is többen önként segédkeznek, mint a Lány. A várban és környékén sok az idegen vendég és a kém. Gyula hosszú ideje elvonulva él a szobájában. Egyetlen barátja Bönge, aki tiltás ellenére látogatja, de Géza szemet huny felette. A két öreg együtt él az emlékeikben, dalolnak a régi nagy csatákról, amit szívesen hallgatnak az őrök is. Az augsburgi vereség, a vezéreik brutális meggyilkolása még 40 év távlatából is sajgó seb a szívükben, bár Gyula nem vett részt a csatában, mivel Bizáncba küldték diplomataként. Szerződést kellett kötnie, bármi áron, ezért felvette a vallásukat, és díszes bizánci ruhában, diadémmal tért vissza, és hozott magával egy papot is. Ezt akkor a magyarok nem értették, kigúnyolták, a sámánt idegesítette a pap, ezért őt Gyula  tudta nélkül megölték. A nép reakciója miatt Gyulától Géza apja elvette a bizánci holmikat, és a kincstárba zárta, személyét mellőzték.
Most Géza ezeket a holmikat leporolja, Gyulát rendbe akarja tenni, hogy ott álljon a keresztelőn, és Vajkkal együtt legyen, de ne szóljon semmit, csak csendesen mosolyogjon. Gyula először ezt nem akarja, még a borbélyt is megöli, ezért Géza vágja le a haját, miközben elmondja a célját: Vajk mögött legyen a római katolikus Adelhaid (aki Géza második felesége, nem szereti, politikai okokból vette el Sarolt halála után), de nagyapa személyében egy bizánci keresztény is, hogy ne érezzék magukat biztonságban a nyugatiak. Gyula mérlegeli a dolgokat, nem szívesen, de belemegy. Visszakapja régi holmiját, mely azon időkre emlékeztetik, amikor még megbecsült ember volt.
Géza úgy dönt, hogy Bönge a régi dalokkal veszélyezteti a békességet, ezért Tarnak meg kell ölnie. Ő nem hajlandó megtenni, mert Bönge részt vett a nagy csatákban, és azok közül való, akik még az összes dalt ismerik. Elmondja Gézának, hogy hű hozzá, mindent megtesz, mert tudja, hogy a döntései értük vannak, és ezt el is mondja a várfalon kívül az elégedetlenkedőknek, de ezt nem teszi meg érte. Géza ráeszmél, hogy Tar beszél a falakon kívüliekkel, ezért leszúrja. Majd Ő megteszi, a sámánnal is végezni kellett, pedig a tanítója volt.
Menet közben a pogány dalok éneklését is betiltatja, a Lányt is elküldi, pedig magában ő is a „Az a szép, fényes nap"-ot dúdolja.

### Bonyodalom
Bönge elbújik a kápolnában, ahol Vajk imádkozik.
Megjelenik Nürnbergi Hermann, hogy titokban beszélhessen Vajkkal, de nem veszi észre Böngét. Henrik bajor király bízta meg azzal, hogy Gizella lánya kezét ajánlja fel, és átnyújt róla egy képet. Még a neve is annyit jelent, hogy túsz. Nem egy szépség: a többi királynak szebb lánya van, de egyikkel se volt a magyaroknak annyi véres csatája, mint a bajorokkal. Vajk elveszi képet, de a lánykérésről nem nyilatkozik, Henrik kéri, hogy beszélgetésük maradjon titokban.
Bönge nem bír magával, felháborodik, Nürnbergi Hermannt meg akarja ölni, a képet összetöri, és nem ereszti, amíg Vajk nem utasítja el lány kezét. Gyula is bejön, elmondják neki a történteket, és tartós megnemtámadási szerződést lát benne, szinte örül a lehetőségnek. Bönge nem érti, csak a véres csaták, a halottak, a megkínzott vezérek és lemészárolt lovak járnak a fejében, Burgundi Konrád (Gizella nagyapja), aki váratlanul lecsapott a két egymást kifárasztó seregre. Velük nem paktálhat le Vajk. Bönge nem enged. Hermann ragaszkodik hozzá, hogy senki se tudhatja meg, hogy miről beszélt Vajkkal, ezért Böngét meg kell ölni, de kápolnában nem folyhat vér, megakadályozná a keresztelőt. Bönge dühöngeni kezd, amikor megtudja, hogy még a sámán is halott, Gyula nem vele van, és kiabálva elrohan, hogy szétkürtölje mindenkinek. Gyula utána megy, és megöli. Emp a zajra jön, nem érti a történteket, nem megy vissza a szolgálati helyére, ezért Vajk bezáratja, tilos vele beszélni.
Géza kimerült. Vajkot várja, hogy még utoljára beszéljen vele.
Elmondja, hogy sok áldozatot kellett hoznia az elmúlt húsz évben, és még sokan veszni fognak, de a kereszténységet fel kell venni, és a nép nehezen fogja ezt az új istent elfogadni. Ez az egyetlen út. Már 40 éve is gyengék voltak katonailag, be kell épülniük a nyugati világba. Ezt Vajk is így látja, a szabad magyarokat is el kell küldeni a várból, mert öntörvényűek, az életükre fognak törni, mint a római uralkodóknál. Beszélgetés közben Géza fejedelem itallal kínálja fiát, de az nem fogadja el a böjt miatt. Gézát lenyűgözi, hogy fia mennyire odafigyel a látszatra, mennyi betartja az előírásokat, megjelenésében, fejtartáséban már-már, mint úgy néz ki, mint egy szerzetes. Sok munkája van a holnapi napban, fáradt, és rossz érzéssel tölti el, hogy olyan emberekkel kellett végeznie, akik számára fontosak voltak. Elmondja szóbeli végrendeletét: Vajk és utódja épüljön be nyugati világba, lessenek el és tanuljanak el mindent. Építsenek iskolákat, ehhez kell templom és monostor is, de csak látszatnak. Miután két generáció után újra megerősödnek, megtámadják a nyugatiakat, és egészen a tengerig el fognak jutni, mint hajdanán az ősök. Mivel mindenütt kémek vannak, ezért csak most neki mondja el, hogy az ő feladata lesz bizalmasan tovább adnia végakaratát az utódának.
Vajk eddig csodálta apját, hogy előkészítette a változásokat, de titkos tervét nem fogja véghez vinni, ő tényleg megtért. Komolyan gondolja a kereszténységet, a nyugathoz csatlakozást, és elszörnyed ősei tetteitől (rablás, fosztogatás). Nem hátsó gondolatokkal keresztelkedik meg, és nem tervezi a szövetségesek pusztulását. Nem gyűlöli a kereszténységet, se Európát: ő a pogányságot gyűlöli. Géza most döbben rá, hogy a nagy munkájában nem volt elég ideje fiára, és észre se vette, hogy az ellentétben vele hithű keresztény lett. Vajk kijelenti, hogy nem fog vadként lapulni, és mikor elég ereje lesz, nem fog támadni ok nélkül, csak valós fenyegetés esetén. Géza felhívja Vajk figyelmét arra, hogy a nyugatiak folyamatosan a népük életére tőrnek, mióta itt vannak. Azt tanácsolja, hogy keletről gyűjtsön szövetségeseket, velük barátkozzon. Vajk nem akar osztozni a gyűlöletben, új Ausburgot nem vállal, a kalandozásokról lemond, és ha nem ellenségesek vele a nyugatiak, jó barátságban fog élni velük.
Gyula bejön, dicséretet vár áldozatáért, de nem kapja meg egyiktől se, erre csalódott lesz. Vajk visszaadatja vele bizánci kellékeket, és visszaküldi rejtekébe, mert jelenléte sértené Őszentségét. Gyulának fáj, hogy felemelik, és utána semmibe veszik, pedig nagy áldozatot tett Vajkért, még akkor is, ha ő nem kérte.

### Megoldás
Apa-fiú kapcsolat végleg sérül, ez mind a kettőjüknek fáj, és menthetetlenül külön úton indultak el. (Géza először nevezi Istvánnak Vajkot.) Géza is egyedül marad a mérhetetlen egyéni veszteségével, és politikai eredményével, miközben kinevelődött népe első lovagja.

## Szereplők
- Géza fejedelem
- Vajk, a fia
- Gyula, a fejedelem apósa
- Nürnbergi Hermann, Henrik király embere
- Tata, (Deodatus úr, San Severino grófja) Vajk nevelője
- Bönge, Gyula barátja, az utolsó gyászmagyar
- Adalbert püspök
- Tar, Gyula szobájának őre
- Emp, Vajk szobájának őre
- Az őrség parancsnoka
- Borbély
- Lány, szabad magyar

## Az ősbemutató
A darab ősbemutatója a Nemzeti Színházban volt, 1976. február 14-én. Az előadást Marton Endre rendezte, a díszletet Csányi Árpád tervezte, a jelmezeket pedig Schäffer Judit, a dramaturg Bereczky Erzsébet volt. Az előadásról tévéfelvétel is készült.
Az eredeti szereposztás:
- Géza fejedelem: Sinkovits Imre
- Vajk, a fia: Kálmán György
- Gyula, a fejedelem apósa: Kállai Ferenc
- Nürnbergi Hermann: Csurka László
- Tata: Tyll Attila
- Bönge: Sinkó László
- Adalbert püspök: Győrffy György
- Tar: Raksányi Gellért
- Emp: Szokolay Ottó
- A borbély: Maróti Gábor
- A lány: Császár Angela
- Az őrség parancsnoka: Balogh László

## Idézet
Módfelett megnyugtat, hogy téged az új hit ilyen szépen eligazít mindenben. Nekem, szegény pogánynak, határozottan az a kényszerképzetem, hogy attól, hogy valaki az idő kerékkötője, még van anyja, felesége, gyereke, múltja, álmai, valami elgondolása, ha nem is éppen korszerű, és lehet, hogy nem mártír, de magyar, és én megölöm. Örülj neki, ha a te lelked békéje biztosítható egy szent szöveggel.

## Film
- Szőnyi G. Sándor: Az a szép fényes nap, 1981.